# HCM Constanța
 HC Dobrogea Sud Constanța  war ein rumänischer Handballverein aus Constanța. Von 2002 bis 2015 spielte der Verein unter dem Namen HCM Constanța. Sie spielten in der rumänischen Liga Națională. Im Jahr 2014 gewann die Männermannschaft zum neunten Mal in der Vereinsgeschichte die rumänische Meisterschaft. 2015 wurde der Verein wegen finanzieller Probleme aufgelöst und als HC Dobrogea Sud Constanța neugegründet. Die Heimspielstätte war die Sala Sporturilor mit einer Kapazität von 1.500 Zuschauern.

## Geschichte
Die Handballabteilung wurde 2002 gegründet. Die Mannschaft wurde in der Saison 2003/04 zum ersten Mal rumänischer Meister. Somit qualifizierten sie sich für die kommende Saison für die Champions League, wo sie in der Gruppenphase gegen den FC Barcelona und SC Szeged als letzter ausschieden. In der Liga wurde man nur Zweiter und qualifizierte sich für den Europapokal der Pokalsieger 05/06. Dort kam man bis ins Halbfinale, verlor dann gegen BM Valladolid. In der Meisterschaft konnte man den zweiten Titel feiern und im Pokal feierte man den ersten Sieg der Vereinsgeschichte. In der Saison 06/07 feierte man den dritten Titel und schied wieder in der Gruppenphase der Champions League aus. In der folgenden Saison wurde man in der Meisterschaft nur Zweiter. In der Champions League spielte man gegen den THW Kiel und Montpellier HB, was wieder zum frühen Ausscheiden führte. In der Saison 08/09 folgte wieder ein Gewinn der Meisterschaft. Der Europapokal der Pokalsieger verlief ähnlich erfolgreich wie drei Jahre zuvor, nur das man im Viertelfinale wieder gegen BM Valladolid ausschied. Die folgende Saison war die erfolgreichste bisher in der Vereinsgeschichte. Man schaffte die fünfte Handball-Meisterschaft und in der Champions League erreichte man, dank neuem Spielsystem der EHF, das Achtelfinale. Man schied nach zwei Niederlagen gegen den KC Veszprém aus. In der Saison 2010/11 holte man sich die sechste Meisterschaft mit einem Achtpunkte-Vorsprung auf den zweitplatzierten SZKC Odorhei. Im rumänischen Pokal gewann man gegen CS Energia Targu Jiu mit 35:28 das Finale und konnte damit den zweiten Pokaltitel der Vereinsgeschichte feiern, was in der nächsten Saison zur dritten Teilnahme hintereinander an der Champions League berechtigte. Dabei schied man in der Saison schon in der Gruppenphase aus, nachdem man mit nur einem Punkt Rückstand auf den HC Bosna Sarajevo nur Fünfter der Gruppe wurde.
Im EHF Europa Pokal 2013/14 erreichte Constanța das Final Four in Berlin. Dort unterlag man im Halbfinale Montpellier AHB und im Spiel um den dritten Platz den gastgebenden Füchsen Berlin.
Im Jahre 2015 wurde der Verein aus finanziellen Gründen aufgelöst. Als Nachfolgeverein wurde der HC Dobrogea Sud Constanța gegründet; der Name leitet sich von der historischen Bezeichnung Dobrogea für die Landschaft um Constanța ab. Nach einem Jahr in der zweiten Liga stieg Constanța wieder auf. 2017/18 spielten sie im EHF-Pokal, scheiterten aber in der 3. Qualifikationsrunde am SC Magdeburg. 2018 wurde Constanța rumänischer Pokalsieger. 2022 wurde der Verein aufgelöst und das Spielrecht für die höchste rumänische Spielklasse sowie die Spieler wechselten zum Verein CSM Constanța.

## Erfolge
- Rumänischer Meister:
2004, 2006, 2007, 2009, 2010, 2011, 2012, 2013, 2014
- Rumänischer Pokalsieger:
2006, 2011, 2012, 2013, 2014, 2018

## Die Saisonbilanzen
HCM Constanța spielt seit zwölf Jahren in der 1. Rumänischen Liga.
| Saison  | Liga           | Platz | Spiele | Tore      | Diff. | Punkte  |
| ------- | -------------- | ----- | ------ | --------- | ----- | ------- |
| 2009/10 | Liga Națională | 1.    | 24     | 788 : 626 | + 162 | 44 : 04 |
| 2010/11 | Liga Națională | 1.    | 26     | 889 : 726 | + 163 | 47 : 05 |
| 2011/12 | Liga Națională | 1.    | 26     | 919 : 686 | + 233 | 51 : 01 |